# Per Hugoson
Per Hugoson, född 1977, är en svensk före detta beachvolleybollspelare. Han blev svensk mästare 2002 tillsammans med Viktor Norberg. Han har även spelat en säsong med Habo Wolley i Elitserien i volleyboll.